# サンティッポーリト
サンティッポーリト（伊: Sant'Ippolito）は、イタリア共和国マルケ州ペーザロ・エ・ウルビーノ県にある、人口約1,500人の基礎自治体（コムーネ）。

## 地理

### 位置・広がり
ペーザロ・エ・ウルビーノ県のコムーネ。ウルビーノから東南東へ19km、ペーザロから南へ25kmの距離にある。

#### 隣接コムーネ
隣接するコムーネは以下の通り。
- コッリ・アル・メタウロ
- フォッソンブローネ
- フラッテ・ローザ
- モンテフェルチーノ
- テッレ・ロヴェレスケ

### 気候分類・地震分類
サンティッポーリトにおけるイタリアの気候分類 (it) および度日は、zona E, 2271 GGである。
また、イタリアの地震リスク階級 (it) では、zona 2 (sismicità media) に分類される。

## 行政

### 分離集落
サンティッポーリトには、以下の分離集落（フラツィオーネ）がある。
- Pian di Rose, Reforzate, Sorbolongo